# Martin Herbster
Martin Herbster (* 29. Januar 1962 in Karlsruhe; † 2. März 2024) war ein deutscher Ringer.

## Werdegang
Martin Herbster begann in frühester Jugend beim KSC Olympia Graben-Neudorf bei Karlsruhe mit dem Ringen. Er entwickelte sich dort sehr rasch und wurde einem der erfolgreichsten deutschen Nachwuchsringer. Anfangs rang er in beiden Stilarten, griech.-römischer und freier Stil. Zwischen 1972 und 1983 wurde er zwölfmal in Folge deutscher Meister in den damaligen Altersgruppen Schüler (heute C-Jugend), Jugend (heute A- bzw. B-Jugend) und Junioren. Die internationale Laufbahn von Martin Herbster, der den Beruf eines Lacklaboranten erlernte, begann im Alter von 16 Jahren bei einem Turnier in Athen im freien Stil im Papiergewicht, das er vor dem Briten Mark Dunbar gewann.
In den Jahren 1979 und 1980 wurde Martin Herbster bei den Jugend-Weltmeisterschaften, die jeweils in Colorado Springs ausgetragen wurden, Vize-Weltmeister im freien Stil. 1979 in der Gewichtsklasse bis 52 kg Körpergewicht hinter Bruce Malinowski und 1980 in der Gewichtsklasse bis 56 kg Körpergewicht hinter Kevin Darkus (Ringer), beides US-Amerikaner.
Bei den Senioren kam Martin Herbster 1983 sowohl bei der Europameisterschaft in Budapest als auch bei der Weltmeisterschaft in Kiew im Federgewicht zum Einsatz. In Budapest gelang ihm ein Sieg über den Briten Gavin Beswick, womit er den 7. Platz erreichte. In Kiew unterlag er in seinen beiden Kämpfen gegen die zur absoluten Weltklasse gehörenden Ringer Kazuhito Sakae aus Japan und Wiktor Petrowitsch Alexejew aus der Sowjetunion und kam nur auf den 14. Platz.
Im Jahre 1984 erreichte Martin Herbster bei der Europameisterschaft in Jönköping im Federgewicht mit drei Siegen einen hervorragenden 5. Platz. Im Kampf um diesen Platz besiegte er den Franzosen Gerard Santoro überlegen mit 12:0 Punkten. Bei den Olympischen Spielen des gleichen Jahres in Los Angeles hätte Martin Herbster mit etwas mehr Glück eine Medaille gewinnen können. Er besiegte zunächst den Peruaner Inagaki und unterlag in seinem nächsten Kampf dem Türken Selman Kaygusuz mit 5:6 Punkten. Wie sich noch herausstellen würde, war dies eine verhängnisvolle Niederlage. In seinem dritten Kampf brachte er das Kunststück fertig, den Japaner Kōsei Akaishi mit 8:1 auszupunkten. Er verlor seinen nächsten Kampf gegen den Südkoreaner Lee Jung-keun auf Schultern, so dass er ausscheiden musste, während Akaishi und Lee das Poolfinale bestritten. Hätte Martin Herbster gegen Kuygusuz gewonnen, wäre er trotz der Schulterniederlage gegen den Südkoreaner Poolsieger geworden und hätte die Silbermedaille schon sicher gehabt. So hatte er nur noch die Möglichkeit gegen den Italiener Antonio La Bruna um den 5. Platz zu kämpfen. Dabei fertigte er diesen Ringer überlegen mit 11:4 Punkten ab. Kosei Akaishi, der von ihm besiegte Ringer, gewann letztendlich die Silbermedaille.
1985 war Martin Herbster bei der Weltmeisterschaft in Budapest im Leichtgewicht am Start. Er gewann seinen ersten kampf gegen den Japaner Goizuka, musste aber danach verletzt aufgeben und blieb unplatziert.
Martin Herbster wurde im Jahre 1984 deutscher Meister bei den Senioren im Federgewicht und errang sechs weitere Platzierungen unter den drei ersten Siegern. Nach der deutschen Meisterschaft 1986, bei der er hinter Ahmet Çakıcı den 2. Platz im Leichtgewicht belegt hatte, startete er, obwohl erst 24 Jahre alt, bei keinen Meisterschaften mehr. Er stand aber seinem Verein, dem KSC Olympia Graben-Neudorf, der Mitte der 1980er Jahre den Sprung in die 1. Bundesliga geschafft hatte, noch bis 1991 für die Mannschaftskämpfe zur Verfügung.

## Internationale Erfolge
(OS = Olympische Spiele, WM = Weltmeisterschaft, EM = Europameisterschaft, alle Wettbewerbe im freien Stil, Papiergewicht, Fliegengewicht, Bantamgewicht, Federgewicht, Leichtgewicht, damals bis 48 kg, 52 kg, 57 kg, 62 kg u. 68 kg Körpergewicht)
| Jahr | Platz | Wettbewerb                                                          | Gewichtsklasse | |
| 1978 | 1.    | Turnier in Athen                                                    | Papier         | vor Mark Dunbar, Vereinigtes Königreich u. Constantin Dogos, Griechenland                                                                                |
| 1979 | 4.    | Großer Preis der Bundesrepublik Deutschland in Freiburg im Breisgau | Papier         | hinter Arschak Sanojan, UdSSR, Claudio Pollio, Italien u. Wladyslaw Olejnik, Polen u. vor Jan Falandys, Polen u. Karsten Höntschke, DDR                  |
| 1979 | 2.    | Jugend-WM in Colorado Springs                                       | bis 52 kg KG   | hinter Bruce Malinowski, Vereinigte Staaten u. vor Chris Brown, Australien                                                                               |
| 1980 | 1.    | Turnier in Dudenhofen                                               | Bantam         | vor Robert Clark u. Kelley Drake, beide Vereinigte Staaten                                                                                               |
| 1980 | 2.    | Jugend-WM in Colorado Springs                                       | bis 56 kg KG   | hinter Kevin Darkus (Ringer), Vereinigte Staaten. vor Takao Kashiwasi, Japan, Claes Axelsson, Schweden u. Ahmed Kassem, Ägypten                          |
| 1983 | 7.    | EM in Budapest                                                      | Feder          | mit einem Sieg über Gavin Beswick, Großbritannien u. Niederlagen gegen József Orbán, Ungarn u. Iwan Grigorjew, UdSSR                                     |
| 1983 | 14.   | WM in Kiew                                                          | Feder          | nach Niederlagen gegen Kazuhito Sakae, Japan u. Wiktor Petrowitsch Alexejew, UdSSR                                                                       |
| 1984 | 5.    | EM in Jönköping                                                     | Feder          | mit Siegen über Mark Dunbar, Traian Marinescu, Rumänien u. Gerard Santoro, Frankreich u. Niederlagen gegen Simeon Schterew, Bulgarien u. József Orbán    |
| 1984 | 5.    | OS in Los Angeles                                                   | Feder          | mit Siegen über Inagaki, Peru, Kōsei Akaishi, Japan u. Antonio La Bruna, Italien u. Niederlagen gegen Selman Kaygusuz, Türkei u. Lee Jung-Keun, Südkorea |
| 1985 | unpl. | WM in Budapest                                                      | Leicht         | nach einem Sieg über Goizuka, Japan, Aufgabe wegen Verletzung                                                                                            |
| 1990 | 2.    | Turnier in Pirmasens                                                | Leicht         | hinter Frank Wolff, DDR u. vor Scott Henahan, Niederlande                                                                                                |

## Deutsche Meisterschaften
| Jahr | Platz | Stil | Gewichtsklasse |                                                                          |
| 1978 | 2.    | F    | Papier         | hinter Uwe Dodrimont, Baienfurt u. vor T. Kappis, Urloffen               |
| 1979 | 3.    | F    | Fliegen        | hinter Willi Heckmann, VfK Schifferstadt u. Fritz Niebler, SRC Viernheim |
| 1980 | 3.    | F    | Bantam         | hinter Hans Partsch, ASV Bauknecht Schorndorf u. Fritz Niebler           |
| 1981 | 2.    | F    | Bantam         | hinter Hans Partsch u. vor Peter Lohrbächer, SRC Viernheim               |
| 1983 | 2.    | F    | Feder          | hinter Hans Huber (Ringer), KSV Witten u. vor Günter Laier, AV Reilingen |
| 1984 | 1.    | F    | Feder          | vor Michael Kuhn, KSV Witten u. Helmut Wild, Kelheim                     |
| 1986 | 2.    | F    | Leicht         | hinter Ahmet Çakıcı, AC Goldbach u. vor Erwin Knosp, Urloffen            |

Anm.: F = Freistil